# 300 North LaSalle
300 North LaSalle is een wolkenkrabber in Chicago, Verenigde Staten. De bouw van de wolkenkrabber begon in juni 2006 en eindigde in juli 2009. Het gebouw kostte ongeveer 230.000.000 Dollar.

## Ontwerp
300 North LaSalle is 239,12 meter hoog en telt 60 verdiepingen. Het heeft een oppervlakte van ongeveer 120.773,95 vierkante meter en bevat voornamelijk kantoorruimte. Daarnaast bevat het gebouw onder andere een restaurant, een parkeergarage met 225 plaatsen en een bank.
Het gebouw bevat 26 passagiersliften en 2 goederenliften. Het gebouw zal water van de Chicago River gebruiken voor zijn koelsysteem. Dit zal elektriciteit en jaarlijks ongeveer 18.927.058,9 liter drinkwater besparen.